# Étinehem
Étinehem is een plaats en voormalige gemeente in het Franse departement Somme in de regio Hauts-de-France en telt 279 inwoners (1999). De plaats maakt deel uit van het arrondissement Péronne.

## Geschiedenis
Étinehem maakte deel uit van het kanton Bray-sur-Somme tot het op 22 maart 2015 werd opgeheven en de gemeente werd opgenomen in het aangrenzende kanton Albert. Op 1 januari 2017 fuseerde Étinehem met Méricourt-sur-Somme tot de commune nouvelle Étinehem-Méricourt.

## Geografie
De oppervlakte van Étinehem bedraagt 11,2 km², de bevolkingsdichtheid is 24,9 inwoners per km².
De onderstaande kaart toont de ligging van Étinehem met de belangrijkste infrastructuur en aangrenzende gemeenten.

## Demografie
Onderstaande figuur toont het verloop van het inwonertal.